# Victor Brecheret
Victor Brecheret, nacido como Vittorio Breheret (Farnese, 15 de diciembre de 1894 - São Paulo, 17 de diciembre de 1955) fue un escultor ítalo-brasileño, considerado uno de los más importantes de Brasil. Fue responsable de la introducción del modernismo en la cultura y escultura brasileña. A pesar de ser uno de los principales artistas de la vanguardia, Brecheret nunca abandonó su formación artística clásica, ligada al arte greco-romano y renacentista.
Hijo de Augusto Breheret y Paolina Nanni, fallecida cuando el pequeño Vittorio tenía apenas seis años. Fue acogido por la familia de un tío materno, Enrico Nanni, y con ella emigró a Brasil a los 10 años de edad.
En Brasil, Vittorio se convirtió en "Victor Brecheret" y, con más de 30 años de edad, recurrió a la justicia para inscribir su registro de nacimiento en el Registro Civil de Jardim América. Así Brecheret consolidaba su nacionalidad brasileña aunque hubiera nacido en Italia. Este tipo de "regularización" era muy común entre inmigrantes italianos en la primera mitad del siglo XX en Brasil.
Victor fue un hombre tímido, usualmente quieto. Vivió aislado y usualmente estaba concentrado en su producción. En su vida desarrolló distintas investigaciones artísticas, insertándose en distintos escenarios culturales en Brasil y Europa.  Entre sus principales obras se encuentran el monumento a las Bandeiras y el monumento al Duque de Caxias, ambos en São Paulo.
Falleció en São Paulo, el 17 de diciembre de 1955 a la edad de 61 años. Fue sepultado en el Cementerio São Paulo